# Phytoecia kolbei
Phytoecia kolbei là một loài bọ cánh cứng trong họ Cerambycidae.